# Santes Masses de Sedó
Santes Masses de Sedó és una ermita de Sedó, al municipi de Torrefeta i Florejacs (Segarra) inclosa a l'Inventari del Patrimoni Arquitectònic de Catalunya.

## Descripció
L'Ermita de Santes Masses està ubicada en un punt elevat des del qual s'albira gran part del territori. Aquesta és una construcció de pedra que es troba arrebossada completament, a excepció dels angles de l'edifici que deixen entreveure grans carreus de pedra.
La façana de ponent presenta una coberta a dues aigües, al centre de la qual s'aixeca un campanar d'espadanya amb un ull d'arc de mig punt. Dos grans contraforts, a l'extrem nord-oest i gairebé al centre de la mateixa façana, flanquegen una porta dovellada d'arc de mig punt a la qual s'accedeix gràcies a quatre graons. Una rosassa ovalada sota el campanar, dona llum a l'interior de l'ermita, mentre que a la vora d'aquesta es pot observar una gran arcada d'arc de mig punt que ha estat tapiada.
La façana de llevant testimonia l'existència de dues finestres amb ampit que han estat tapiades, igual que succeeix a la cara nord de l'edifici. L'absis és quadrangular i presenta una finestra amb ampit mig tapiat, on encara es conserva la reixa de forja que la protegia.
Aquesta construcció ha sofert moltes intervencions al llarg del temps, ja que a causa de la seva ubicació han estat molts els actes vandàlics que si han succeït i contra els quals s'ha volgut prendre mesures.